# Военно усилие
Военно усилие е координираната мобилизация на обществени ресурси – главно промишлени и човешки – в подкрепа на въоръжените сили.
В зависимост от степента на милитаризация на културата, от относителния размер на въоръжените сили и подкрепящото ги общество, от формата на управление и обществената подкрепа на военните цели, военното усилие може да варира от формирането на малък промишлен отрасъл до пълен контрол над обществения живот. Военното усилие започва да играе особено важна роля в големите военни конфликти на Най-новото време, особено през двете световни войни, превръщайки се в основа на концепцията за тотална война.